# Damyean Dotson
Damyean Da'Kethe Dotson (Houston, 6 maggio 1994) è un cestista statunitense.

## Carriera
È stato selezionato dai New York Knicks al secondo giro del Draft NBA 2017 (44ª scelta assoluta).

## Statistiche

### NBA

#### Regular season
| Anno     | Squadra     | PG  | PT | MP   | TC%  | 3P%  | TL%  | RP  | AP  | PRP | SP  | PP   |
| -------- | ----------- | --- | -- | ---- | ---- | ---- | ---- | --- | --- | --- | --- | ---- |
| 2017-18  | N.Y. Knicks | 44  | 2  | 10,8 | 44,7 | 32,4 | 69,6 | 1,9 | 0,7 | 0,3 | 0,1 | 4,1  |
| 2018-19  | N.Y. Knicks | 73  | 40 | 27,5 | 41,5 | 36,8 | 74,5 | 3,6 | 1,8 | 0,8 | 0,1 | 10,7 |
| 2019-20  | N.Y. Knicks | 48  | 0  | 17,4 | 41,4 | 36,2 | 66,7 | 1,9 | 1,2 | 0,5 | 0,1 | 6,7  |
| Carriera | Carriera    | 165 | 42 | 20,1 | 41,9 | 36,1 | 72,1 | 2,6 | 1,4 | 0,6 | 0,1 | 7,8  |